# Петер Каменцинд
Петер Каменцинд (нім. Peter Camenzind) — перший роман німецького письменника Германа Гессе, написаний ним у 1904 році.
Роман містить ряд тем, які були в центрі уваги багатьох пізніших робіт Гессе, у першу чергу людини у пошуках унікального духовного і фізичного серед природи та сучасної цивілізації і роль мистецтва у формуванні особистості. 